# Macrianus (koning der Alemannen)
Macrianus was een koning van de Alemannen en leefde in de 4e eeuw. Hij maakte het de West-Romeinse keizer Valentinianus I erg lastig.

## Koningsbroers
De bron over het leven van Macrianus is de Romeinse historicus en ex-legioensoldaat Ammianus Marcellinus. In de boekrollen 27-30 van zijn geschiedkundig werk Res Gestae vermeldt hij Macrianus. Duitse historici schrijven weleens over Macrianus als een Gaukönig (of stamkoning), wat aangeeft dat Macrianus niet noodzakelijk de koning was van alle Alemannen, maar over welbepaalde stammen. Dat Macrianus minstens koning was over zijn eigen stam, de Bucinobantes, is aannemelijk. De Alemannen waren alleszins een losse groep van volkeren.
Ammianus Marcellinus vernoemt Macrianus samen met zijn broer Hariobaudes als de twee koningsbroers. Hun invloedssfeer zou zich situeren langsheen de rivier de Main tot aan de Rijn.
De invasie van Alemannen op de linker Rijnoever en tot ver in Belgica Secunda (Reims) baarde de Romeinen grote zorgen. In 357 versloeg Julianus de Alemannen in de slag bij Straatsburg. De Romeinen waren er in staat een massale troepenmacht van Alemannen met hun zeven koningen in de pan te hakken. De twee koningsbroers Macrianus en Hariobaudes behoorden tot die zeven koningen. De Romeinen begrepen niets van het militair commando van de Alemannen en spraken spottend over de reguli (koninkjes). In 359 kon keizer Julianus met de koningen van de Alemannen (onder wie nogmaals Macrianus en Hariobaudes) een bestand ondertekenen. De Alemannen trokken zich terug achter de Rijn en de Romeinse vesting Mogontiacum op de Rijn was tijdelijk veilig.

## Eigen rooftochten
Enige jaren later drongen de koningsbroers Macrianus en Hariobaudes opnieuw door tot op de linkeroever van de Rijn met hun rooftochten. Keizer Valentinianus kwam zelf vanuit Milaan naar de Rijn om de Alemannen te verslaan. De strijdlustige keizer achtervolgde de even drieste koning Macrianus tot in de vallei van de Neckar: de slag bij Solicinium werd nipt verloren door Macrianus (367). Keizer Valentinianus stelde een vazalkoning aan voor de Alemannen, een zekere Fraomar. Deze kon zich niet handhaven onder het gestook van Macrianus. Uiteindelijk sloten keizer Valentinianus en Macrianus vrede in 371.

## Rooftochten van andere Alemannen
Een andere deelgroep van Alemannen, onder leiding van koning Priarius, probeerde het nogmaals in de buurt van het Zwarte Woud. Zij werden door de Romeinen verslagen in de slag bij Argentovaria of het huidige Colmar (378). Macrianus was er niet bij.

## Franken
Koning Macrianus werd later gedood door een andere Germaanse bondgenoot van de Romeinen, de Frankenkoning Mallobaudes. 